# Republic XF-103
El Republic XF-103 fue un proyecto estadounidense con la intención de desarrollar un potente avión interceptor armado con misiles, capaz de destruir bombarderos soviéticos mientras volaba a velocidades tan altas como Mach 3 (2300 mph; 3700 km/h). A pesar de realizarse un prolongado desarrollo, nunca pasó de la etapa de maqueta. Extraoficialmente, fue apodado Thunderwarrior.

## Desarrollo
En 1949, la USAF emitió una solicitud por un avanzado interceptor supersónico para equipar al Mando de Defensa Aérea. Conocido formalmente como Sistema de Armas (Weapon System) WS-201A, pero más conocido informalmente como interceptor de 1954, solicitaba un avión supersónico con capacidad todo-tiempo, radar de interceptación y armamento de misiles aire-aire. Republic fue una de las seis compañías que presentaron propuestas. El 2 de julio de 1951, tres de los diseños fueron seleccionados para continuar su desarrollo, el XF-92 sobreescalado de Convair que evolucionaría hacia el F-102, un diseño de Lockheed que conduciría al F-104, y el AP-57 de Republic. El AP-57 era un avanzado concepto que sería construido casi enteramente en titanio y capaz de Mach 3 a altitudes de al menos 18 000 m (60 000 pies).
Se construyó una maqueta a escala real del AP-57 y fue inspeccionada en 1953. Siguió un contrato por tres prototipos en junio de 1954. Los trabajos en los prototipos se retrasaron por continuos problemas con la construcción de titanio, y aún más por los continuos problemas con el propuesto motor Wright J67. El contrato fue más tarde reducido a un único prototipo. Al final, el J67 nunca entró en producción y los aviones para los que había sido elegido fueron forzados a cambiar a otros diseños de motor, o fueron cancelados completamente. Republic sugirió reemplazar el J67 con el Wright J65, un motor mucho menos potente. El proyecto fue finalmente cancelado el 21 de agosto de 1957 sin prototipos en estado de vuelo completados.
Al diseño se le dio un breve respiro como parte del proyecto Interceptor de Largo Alcance-Experimental (Long-Range Interceptor-Experimental (LRI-X)) que finalmente condujo al North American XF-108 Rapier. Parte de este proyecto fue el desarrollo del avanzado radar de impulsos Doppler Hughes AN/ASG-18 y del misil GAR-9. Republic propuso adaptar el F-103 como bancada para estos sistemas, aunque no sería capaz de acercarse a cumplir los requisitos de alcance del LRI-X. Se realizaron algunos trabajos adaptando la maqueta para albergar la antena de 40 pulgadas (1,02 m), que requería que la sección de morro fuera sobreescalada considerablemente. Nada salió de la propuesta, y las pruebas del ASG-18/GAR-9 se realizaron en su lugar en un Convair B-58 Hustler modificado.

## Diseño

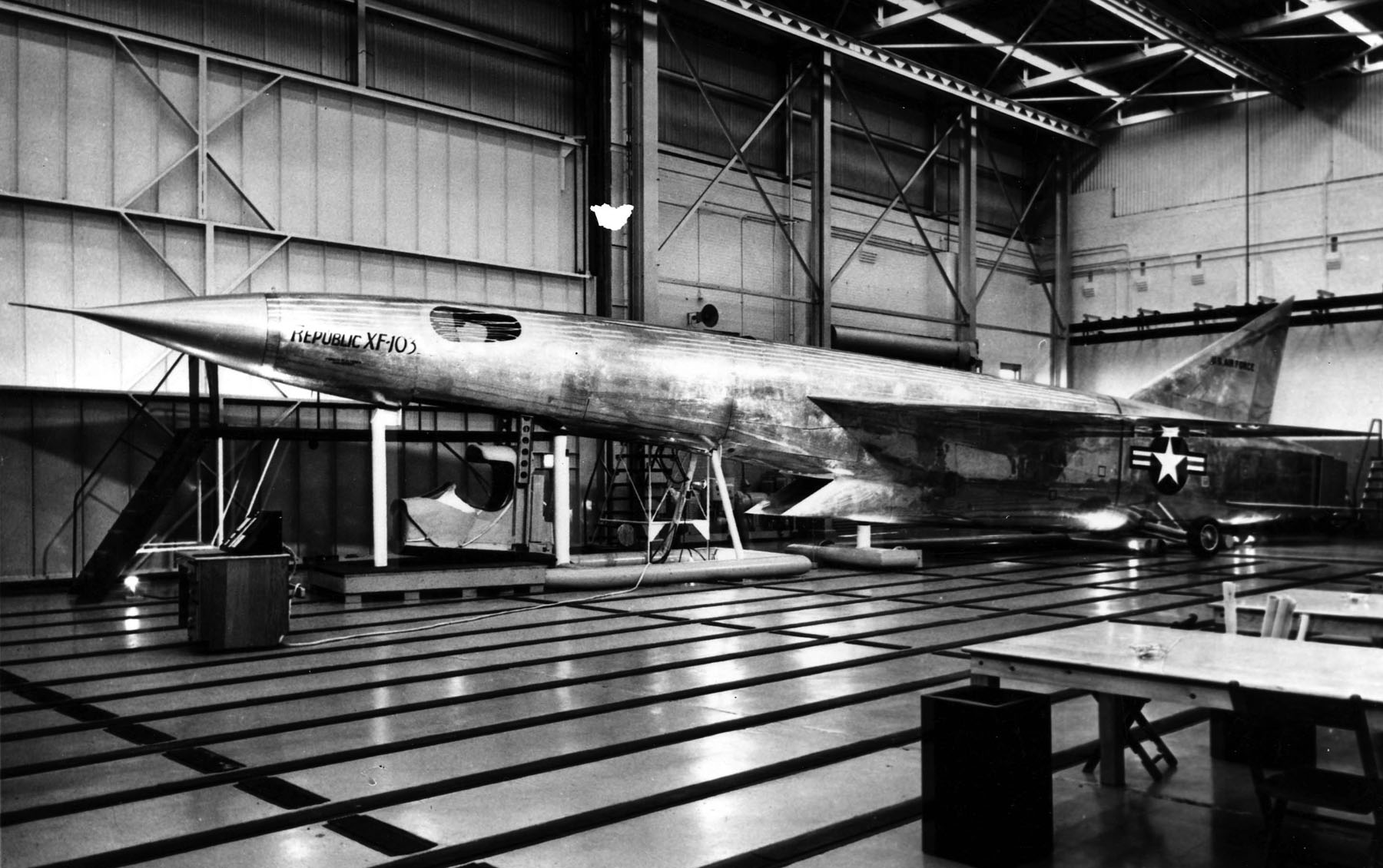
Se construyó una maqueta del F-103 en la fábrica de Republic. En esta imagen, la cápsula del piloto es mostrada en su posición inferior.

### Propulsión
Alcanzar Mach 3 en las años 50 era difícil de conseguir. Los motores a reacción comprimen el aire entrante, luego lo combinan con combustible y encienden la mezcla. La resultante expansión de los gases produce el empuje. Generalmente, los compresores pueden admitir aire sólo a velocidades subsónicas. Para operar supersónicamente, el avión usa avanzadas tomas de aire para reducir el aire supersónico a una velocidad útil. La energía perdida en el proceso calienta el aire, lo que significa que el motor tiene que operar a temperaturas todavía mayores para proporcionar empuje neto. El factor limitante en este proceso es la temperatura de los materiales de los motores, en particular, los álabes de la turbina justo delante de las cámaras de combustión. Usando los materiales disponibles en la época, velocidades superiores a Mach 2,5 eran difíciles de alcanzar.
La solución a este problema es la retirada de la turbina. El motor estatorreactor consiste en su mayor parte en un largo tubo, y es relativamente fácil refrigerarlo forzando aire alrededor del motor. Los aviones con estatorreactor experimentales de la época, como el Lockheed X-7, estaban alcanzando velocidades tan altas como Mach 4. Sin embargo, hay numerosos problemas con el motor estatorreactor. La economía del combustible, o consumo de combustible específico de empuje en términos aeronáuticos, es extremadamente pobre. Esto hace costosas las operaciones generales como volar de una base a otra. Más problemático es el hecho de que los estatorreactores confían en la velocidad hacia delante para comprimir el aire entrante, y se vuelven eficientes por encima de Mach 1.
Alexander Kartveli, Diseñador Jefe de Republic, ideó una solución a estos problemas. Propuso usar un turborreactor Wright J67 (un derivado fabricado bajo licencia del Bristol Olympus) complementado con un estatorreactor RJ55-W-1 por detrás de él. Conectándolos había una serie de conductos móviles que podían dirigir el aire entre los motores. A baja velocidad, el avión podía ser propulsado por el J67, actuando el RJ55 como un posquemador tradicional, produciendo un total de 180 kN (40 000 lbf) de empuje. A alta velocidad, por encima de Mach 2,2, el motor a reacción sería apagado y el flujo de aire de la toma se dirigiría alrededor del motor a reacción directamente al RJ55. Aunque el empuje neto se reducía al apagar el reactor, operar solamente con el estatorreactor permitía al avión alcanzar velocidades mucho mayores.
Ambos motores estaban localizados detrás de una toma ventral Ferri de un solo lado muy grande, que presentaba un prominente borde de flecha inversa, una disposición de diseño empleada en el Republic RF-84F Thunderstreak y más tarde en el F-105 Thunderchief. El J67 estaba instalado justo detrás de la toma de aire, angulado con su toma por debajo de la línea central del avión. El XJ55 estaba instalado alineado con el fuselaje en el extremo trasero, como si fuera el escape de una instalación de motor convencional. Había un significativo espacio vacío por encima del J67 para las conducciones.

### Alas y superficies de control
Todas las superficies de control eran alas en delta puras. El ala principal tenía una flecha de 55 grados, y podía ser rotada alrededor del larguero para proporcionar incidencia variable. Para el despegue y el aterrizaje, el ala se inclinaba hacia arriba para incrementar el ángulo de ataque, mientras que el fuselaje se mantenía casi horizontal. La longitud del fuselaje hacía difícil alcanzar el mismo fin inclinando hacia arriba el avión entero, lo que habría requerido una muy larga extensión del tren de aterrizaje. El sistema también permitía al fuselaje volar plano en el flujo de aire a varias velocidades, ajustando el ángulo de incidencia independientemente del avión en su conjunto. Esto reducía la resistencia de incidencia, por lo que se mejoraba el alcance.
El ala estaba dividida a cerca de dos tercios de su envergadura. La porción externa a esta línea era capaz de rotar independientemente del resto del ala. Estas porciones móviles actuaban como grandes alerones, o como Republic los llamaba, tiperones (punterones). Para mantener el área superficial por delante y por detrás del punto de pivotaje casi iguales, la línea de división estaba más cerca del fuselaje por delante del pivote. Había grandes flaps convencionales desde el fuselaje hasta los tiperones. Estaban disponibles soportes para depósitos lanzables a la distancia de alrededor de un tercio desde la raíz alar.
Los estabilizadores horizontales estaban aparentemente subdimensionados, y estaban montados por debajo de la línea del ala. La gran aleta vertical estaba complementada por una aleta ventral para dar estabilidad a alta velocidad. Esta aleta se plegaba hacia la derecha, visto desde detrás, en los despegues y aterrizajes, para evitar golpear el suelo. Dos frenos aéreos de estilo pétalo estaban montados directamente detrás de las superficies horizontales, abriéndose hacia afuera y arriba en un ángulo de 45 grados en el hueco entre las superficies horizontales y la vertical. No se evidencia una provisión para un paracaídas de frenado en la maqueta o en las ilustraciones, aunque era común en los aviones de la época.

### Fuselaje
El fuselaje era completamente liso, con una alta relación de alargamiento para reducir la resistencia a velocidades supersónicas. El diseño fue desarrollado antes del descubrimiento de la regla del área, y no presenta ninguna cintura de avispa común en los aviones desarrollados principalmente después de 1952. El contorno del fuselaje era mayormente cilíndrico, pero combinado con la toma de aire, comenzando cerca de la raíz alar, dándole un perfil rectangular redondeado hasta la mitad, antes de volver a una forma de cilindro puro de nuevo en la tobera del motor.

### Cabina
El diseño de la cabina presentaba originalmente una cubierta, pero los requerimientos de baja resistencia para una alta velocidad sugirieron que se retirase. La idea de usar un dispositivo de periscopio para la vista hacia delante estaba entonces en boga, el Avro 730 había seleccionado un sistema similar. La Fuerza Aérea solicitó que se usara en el F-103. Kartveli se opuso a esta disposición, y continuó presionando para usar una cubierta "real". Los documentos de diseño del programa continuaron incluyéndola como una opción, junto con las estimaciones de rendimiento que sugerían que la diferencia sería mínima.
El sistema mostrado en las maquetas usaba dos grandes ventanas ovaladas en los lados de la cabina, y un sistema de periscopio proyectando una imagen en una disposición de lentes fresnel directamente delante del piloto. En 1955, el concepto de periscopio fue probado en un F-84G modificado, que fue volado en un largo vuelo a través del país con la visión delantera del piloto bloqueada.
Fue diseñada una cápsula de escape supersónica única para el XF-103. El asiento del piloto estaba localizado en un armazón con un gran escudo móvil en el frente que estaba normalmente deslizado hacia abajo en el área frontal de las piernas del piloto. En el caso de una despresurización, el escudo se deslizaría hacia arriba frente al piloto, sellando el asiento en un contenedor presurizado. Instrumentos básicos de vuelo dentro de la cápsula permitían volar el avión de vuelta a la base, y una ventana en el frontal del escudo permitía usar el sistema de periscopio. En una emergencia, la cápsula entera sería eyectada hacia abajo, junto con una pequeña parte del fuselaje del avión que le proporcionaría una forma aerodinámica estable. Para entrar y salir del avión, el módulo de eyección era bajado mediante raíles a la parte inferior del avión, permitiendo al piloto entrar simplemente andando al asiento, sentarse, y elevar el módulo al avión. La cápsula estaba completamente presurizada, permitiendo al piloto continuar operando el avión sin un traje de presión cuando la cápsula estaba bloqueada.

### Aviónica y armamento
Todo el morro del avión estaba ocupado por un gran equipo de radar Hughes, que ofrecía (para la época) largos alcances de detección. El guiado y el control de fuego serían proporcionados por el mismo paquete MX-1179 que estaba siendo desarrollado para todos los diseños WS-201. Hughes había ganado este contrato con su sistema de control de fuego Hughes MA-1, que estaba bajo desarrollo. Las armas se llevaban en bodegas localizadas en los lados del fuselaje detrás de la cabina, que se abrían rotando hacia arriba, rotando y saliendo así mismo los misiles de sus bodegas. Debía estar armado con seis GAR-1/GAR-3 Falcon (entonces conocidos como MX-904), con una disposición probable de tres o cuatro GAR-1 y los mismos GAR-3, disparados en parejas (cada uno guiado por radar e infrarrojo) para mejorar las posibilidades de impacto. El XF-103 también llevaría 36 FFAR "Mighty Mouse" de 70 mm.

## Especificaciones (XF-103, según diseño)

### Características generales
- Tripulación: Uno (piloto)
- Longitud: 23,5 m (77,1 ft)
- Envergadura: 10,5 m (34,4 ft)
- Altura: 5,1 m (16,7 ft)
- Superficie alar: 37,2 m² (400,4 ft²)
- Peso vacío: 11 317 kg (24 942,7 lb)
- Peso cargado: 17 466 kg (38 495,1 lb)
- Peso máximo al despegue: 19 443 kg (42 852,4 lb)
- Planta motriz: 

  - 1x turborreactor Wright XJ67-W-3 de 66,7 kN (15000 lbf)
  - 1x estatorreactor Wright XRJ55-W-1 de 83,6 kN (18800 lbf) .

### Rendimiento
- Velocidad nunca excedida (Vne): Mach 3 (como turborreactor)/Mach 5 (sólo estatorreactor)
- Alcance en combate: 394 km
- Alcance en ferry: 2486 km
- Techo de vuelo: >24 390 m (>80 000 pies)
- Régimen de ascenso: >96,6 m/s (>19 000 pies/min)
- Carga alar: 470 kg/m² (96,3 lb/ft²)
- Empuje/peso: 0,57:1 (sólo posquemador); 0,95:1 (posquemador y estatorreactor)

### Armamento
- Misiles: 

  - 36x cohete FFAR de 70 mm y 6x misil GAR-1/GAR-3 o
  - 4x misil GAR-1/GAR-3 y 2x misil aire-aire de cabeza nuclear

## Aeronaves relacionadas

### Aeronaves similares
- North American XF-108 Rapier

### Secuencias de designación
- Secuencia F-_ (Cazas (Fighter) del USAAC/USAAF/USAF, 1924-1962): ← F-100 - F-101 - F-102 - XF-103 - XF-104/F-104 - F-105 - XF-106 →